# Puente Natchez–Vidalia
El puente Natchez–Vidalia (en inglés: Natchez–Vidalia Bridge) son dos puentes voladizos dobles que llevan a las Rutas 65, 84 y 425 de los Estados Unidos a través del río Misisipi entre Vidalia, en Luisiana y Natchez, en el estado de Misisipi. Es el puente más alto de Misisipi (aunque el Puente Benjamin G. Humphreys  que conecta Misisipi con Arkansas era más alto por 5 pies, sus tramos principales se encuentran totalmente dentro de Arkansas).

## Antecedentes
El puente original, construido por la Works Progress Administration  (WPA) se terminó en octubre de 1940, llevando el tráfico hacia el oeste.
Antes de la finalización del puente en 1940, operaban transbordadores para conectar ambas localidades. En 1939, los trabajadores de la WPA reubicaron toda la localidad de Vidalia y la trasladaron seis manzanas tierra adentro en un proyecto federal de control de inundaciones. Diseñaron las calles, construyeron calles y aceras, y trasladaron más de 100 viviendas y negocios mediante gatos hidráulicos y transporte sobre rodillos.